# 皮马基奥温阿基
皮马基奥温阿基（奥杰布瓦语：ᐱᒪᒋᐅᐃᐧᓂᐊᑭ，意为「孕育生命的土地」）是联合国教科文组织世界遗产、生物圈保护区，位于北方森林，覆盖曼尼托巴省和安大略省的部分地区。总面积超过43000平方公里，与丹麦相当。整个区域包括马尼托巴省的阿提卡基省立公园和安大略省的林地驯鹿省立公园。这片区域的地貌是上一次冰河时期形成的，有黑云杉，短叶松和杨树等植物资源，并且是哈德逊湾以南最大的驯鹿栖息地。该项目还得到五个原住民保护区的支持。